# 三平县
三平县（越南语：／）是越南永隆省下辖的一个县。

## 地理
三平县北接龙湖县，东接斌沏县和泳濂县，东南和南接茶温县，西接平明市社和平新县。

## 历史
1916年，设立三平郡，以平泰、平富、平城三总得名。
1976年2月，三平县隶属九龙省管辖。
1977年3月11日，和合社、厚禄社2社划归龙湖县管辖；平明县并入三平县。
1981年9月29日，以成利社、美和社、美顺社、新贵社、新略社、东城社、丐盆市镇1市镇6社恢复析置平明县；龙湖县和合社、厚禄社2社划归三平县管辖。
1985年3月27日，双富社析置隆富社。
1991年12月26日，九龙省重新分设为永隆省和茶荣省，三平县划归永隆省管辖。
1994年8月9日，增设富盛社、新富社、新禄社、和禄社、富禄社、和盛社。
2024年9月28日，越南国会常务委员会通过决议，自2024年11月1日起，祥禄社并入三平市镇。

## 行政区划
三平县下辖1市镇15社，县莅三平市镇。
- 三平市镇（Thị trấn Tam Bình）
- 平宁社（Xã Bình Ninh）
- 厚禄社（Xã Hậu Lộc）
- 和合社（Xã Hòa Hiệp）
- 和禄社（Xã Hòa Lộc）
- 和盛社（Xã Hòa Thạnh）
- 銮美社（Xã Loan Mỹ）
- 隆富社（Xã Long Phú）
- 美禄社（Xã Mỹ Lộc）
- 美盛中社（Xã Mỹ Thạnh Trung）
- 义思社（Xã Ngãi Tứ）
- 富禄社（Xã Phú Lộc）
- 富盛社（Xã Phú Thịnh）
- 双富社（Xã Song Phú）
- 新禄社（Xã Tân Lộc）
- 新富社（Xã Tân Phú）